# ロスト・シンボル
『ロスト・シンボル』（The Lost Symbol）はアメリカ合衆国の作家ダン・ブラウンが書き著した長編小説。小説『天使と悪魔』（2000年）、小説『ダ・ヴィンチ・コード』（2003年）に続くロバート・ラングドン教授シリーズ第三弾。ハーヴァード大学宗教象徴学教授ロバート・ラングドンが、ワシントンD.C.を舞台にフリーメイソンをめぐる謎を追う12時間の活躍を描く。
英語版が2009年9月15日に発売され、日本語版は2010年3月3日発売。すでにコロンビア ピクチャーズによって映画化の動きが始まっていると報じられ、2012年にトム・ハンクス主演で映画化が予定されているとも報じられたが、2015年現在映画化はされていない。この作品より先に第4弾にあたる『インフェルノ』が2016年に映画化されている。
2021年にテレビドラマ化されている。

## あらすじ
ローマでの事件やキリスト教の聖杯を巡る事件から数年後。ロバート・ラングトンは、ハーヴァード大学宗教象徴学教授として、静かな生活を送っていた。夜には〈NFL〉プレーオフの試合が開催され、地元ワシントン・レッドスキンズを応援するため首都の住人達がTVに釘付けとなる日曜日の早朝、ラングドンがいつものようにハーヴァード大学のプールを50往復泳いだ後、自宅に戻ると、友人でフリーメイソンの三十三階位にある最高幹部の一人ピーター・ソロモンの秘書から、留守番電話にメッセージが入っていた。折り返すとそれはピーターから急病の講演者の代役として基調講演をしてくれるようにという依頼だった。更にラングドンはピーターの秘書アーサーから何年も前に預けていた大切な品も持参するよう求められる。それは封印された小さな箱だった。ラングドンは講演先であるワシントンD.C.のアメリカ合衆国議会議事堂＜国立彫刻ホール＞に向かう。
飛行機などのお膳立てはピーターがしていたが、午後7時の講演開始時間ギリギリに到着したラングドンは慌ててホールに飛び込む。だが、いつもの日曜日と変わらず観光客が溢れており講演をする雰囲気ではない。ラングドンは当惑する。追い打ちをかけるように〈ロタンダ〉で切断された人間の手首が発見される。皺深い手首にはラングドンがよく目にしていたフリーメイソン会員を表す金の指輪が光っており、指には〈入れ墨〉が刻まれていた。ラングドンは手首はピーターのものだと確信し、彼の身になにか起きていることを悟る。ファクシミリに書かれた電話番号にかけるとピーターの秘書アーサーが偽物で、ピーターを拉致した謎の男だと判明。「今夜、この街にある古の門を解き放て」。なんのことだか分からないラングドンは困惑するが、謎の男はラングドンを選んだのはピーターだと語る。
手首が発見されたことは騒ぎとなり、警備部長のトレント・アンダーソンが対応に追われる。そこにCIA保安局長の肩書きをもつ老女イノエ・サトウが突如現れる。「合衆国に重大な危機が生じている」。彼女は今日このとき、ワシントンにラングドンがいることを“知っていた”。アンダーソンにかわって現場の指揮をとるイノエは人混みの中からラングドンを発見。イノエは巨大な〈ワシントンの神格化〉のフレスコ画の下で天を指さす手首についてラングドンを尋問し、なにかを隠し持っていないか確認する。ピーターとの約束により“それ”の存在を明かせないラングドンはしらばっくれ、この事態についてはなにも知らないと主張する。ラングドンが鍵を手にしていると確信するイノエの尋問が続き、ラングドンはピーターの手の平に巧みに隠された入れ墨のメッセージと指に刻まれた入れ墨のシンボルをヒントに「SBB13」という謎のメッセージを読み解く。SBB13は国会議事堂内に確かに存在していた。ラングドン、イノエ、アンダーソンは議事堂地下にある「SBB13」に向かう。時を同じくして議事堂建築監でピーターの友人、そしてフリーメーソン最高幹部でもあるアフリカ系米国人ウォーレン・ベラミーが議事堂に急行していた。
一方、ピーターの実妹でスミソニアン博物館支援センター(SMSC)で勤務するキャサリン・ソロモンは自宅で科学雑誌を読み漁るという日曜日の日課をこなしつつも、急に兄と連絡が取れなくなったことに不安を感じていた。彼女は世紀の大発見をしており、その成果を早く兄に見て貰いたいと願っていた。プレゼントした最新式のiPhoneが使いこなせないためだと勘繰る彼女のもとに、クリストファー・アバドンと名乗る精神科医から連絡が入る。アバドン医師はピーターの主治医を名乗り、診察予約時刻に訪れないことを危惧し連絡してきたのだ。午後、アバドン医師の豪邸に招かれたキャサリンは、ピーターがキャサリンの発見についてアバドンに心理学の見地からアドバイスを求め、更にピーターはソロモン家を襲ったクリスマスの悲劇について心を痛め病を抱えていたことを打ち明ける。アバドンもまたフリーメイソンの最高幹部を示す三十三階位を持つ人物だった。10年前のクリスマスの夜、ピーターとキャサリンの母親は死に、ピーターは殺人を犯した。アバドンはピーターの妄想じみた話を危惧し、その内容をキャサリンに打ち明ける。伝説とされた内容が現実のものだというにわかには信じられない話だった。
兄妹にとって恒例の会合の時間（午後7時）が近付いてもピーターからの連絡はない。このためキャサリンはSMSCの自分の研究室〈キューブ5〉で兄を待つ。兄だと思って声を掛けた相手は研究助手のトリッシュ・ダンだった。アメフト嫌いの彼女は日曜日の夜だというのに出勤していた。キャサリンはアバドンから聞いた幾つかの気になる単語を検索エンジンにかけようとする。するとコンピューターに精通するトリッシュは通常の検索とは異なる方法の利用を提案する。世界中に氾濫する文書から検索エンジンで浮かび上がったのは、「古の門」、「ピラミッド」、「シンボロン」という単語を含む不完全な文書だった。キャサリンは出所を探るためトリッシュが懇意だというマーク・ズビアニスに元の文書のドメインを探らせるハッキングを依頼する。そのときピーターから電子メッセージが届き、自分の無事とアバドン医師を同席させることを伝える。キャサリンは胸を撫で下ろして返信した。
ラングドン一行は国会議事堂地下の「SBB13」を捜索していた。SBBとはセネットベースメント（上院側地下）の略称であり、立ち入り禁止の保管区で利用者もほとんどいないエリアだった。施錠された扉を銃で破壊したイノエは懐中電灯に照らし出された内部の異様な光景に言葉を失う。小さな机に人間の頭蓋骨が置かれ、死神を思わせる鎌が立て掛けられている。人間の大腿骨が二つ置かれ、二つの白い皿に粉が入れられている。なにより異臭がした。しかし、ラングドンはこの部屋にはなにも変わったことがないと断言。異臭の正体は皿に盛られた硫黄でもう一つは塩。頭蓋骨は「死」を鎌は「豊穣」を示すシンボルであり、世界中のフリーメイソン支部ならどこにでもあるありふれた「瞑想室」だと明かす。議員の誰かに敬虔な協会員がいて、国家の方針を左右する重大な決定を前に瞑想していたのではないかと推論を明かす。問題はそんなことよりも「何故ここが指定されたか」だった。壁面で灯りが不自然に揺らぐのを見た三人は壁だと思われた一部が布で、めくった奥に穴があいていた。そこには冠石（四角錐の頂点に置かれる石）のない小さな大理石のピラミッドが眠っていた。その発見にイノエは動揺し、アンダーソンに写真を見せこっそり指示を伝える。「ラングドンは嘘をついている」二人に拘束されたラングドンはイノエから手荷物検査時のX線写真を見せられる。ラングドン愛用のカバンに入っていたのは正しくピラミッドに欠けている冠石だった。そのときSBB13内に突入しイノエの拘束からラングドンを救ったのはベラミーだった。
一方、アバドン医師は本来関係者以外立ち入り禁止のSMSCに招き入れられる。案内に立ったのはトリッシュだった。アバドンはトリッシュの存在というイレギュラーを排除するためダイオウイカの標本に関心があるふりを装ってトリッシュに〈キューブ3〉内を案内させ、隙をついて彼女を拘束してカードキーを奪い、パスワードを聞き出す。そして保存用のエタノール液に彼女を突っ込んで溺死させた。アバドン医師の正体こそピーター拉致の犯人で今夜の主役マラークだった。キャサリンの殺害と研究成果の抹消を目的とするマラークは〈キューブ5〉に近付こうとしていた。
ピラミッドを抱えベラミーと共にCIAの追跡を受けるラングドン。そしてマラークの魔の手が迫るキャサリン。二つの物語はやがて一つとなり、二人は死を覚悟する絶体絶命の窮地に見舞われる。
※本あらすじはラングドン、キャサリンについて時系列に応じて並べ直してあり、実際の物語は時系列シャッフルされている。

## 登場人物
- ロバート・ラングドン

　主人公。ハーヴァード大学教授で宗教象徴学専門。ツイードにローファーという変わらぬいでたち。プレミアもののミッキーマウスの時計を愛用。スイミングを日課として引き締まった体躯を持ち長身。幼児体験から生じた閉所恐怖症は克服出来ていない。
- ピーター・ソロモン

　スミソニアン協会会長で歴史学者、フリーメイソン最高幹部の一人。ラングドンの友人。マラークに拉致され、右手を切断されたことが事件の発端となる。
- キャサリン・ソロモン

　本作のヒロイン。ピーター・ソロモンの妹。純粋知性科学者でSMSCの研究者。科学界に革命的な発見を成し遂げる。
- イノエ・サトウ

　CIA保安局局長。日系人の女傑。ヘビースモーカー。合衆国の危機回避のためラングドンに拉致犯の指示に従うよう促す。
- トリッシュ・ダン

　キャサリンの助手。元はキャサリンの書籍の愛読者。システムエンジニアから転職した。
- ザガリー・ソロモン

　ピーターの息子でキャサリンの甥。伝統に則り18歳でピーターからソロモン家の財産を受け継ぐが、フリーメイソンの秘儀継承に関心がなく、放蕩に明け暮れた挙げ句に麻薬使用によりトルコで逮捕され、獄中で惨殺された。
- マーク・ズビアニス

　システム・セキュリティー専門家でハッカー。トリッシュの古い馴染み。
- ウォーレン・ベラミー

　アメリカ合衆国連邦議会議事堂建築監でフリーメイソン最高幹部の一人。ピーターの友人であり、ソロモン家とも親しくザカリーへの継承式では立会人となる。ラングドンを救出し逃走する。
- クリストファー・アバドン

　精神科医。カロラマ・ハイツに豪邸を構える資産家。ピーターの導きによりフリーメイソンの三十三階位を授かる。ピーターの主治医としてキャサリンの信頼を勝ち取る。
- トレント・アンダーソン

　アメリカ合衆国連邦議会議事堂警察警備部長。
- アルフォンソ・ヌニェス

　アメリカ合衆国連邦議会議事堂警察警備官。
- ノーラ・ケイ

　CIA上級分析官。
- シムキンズ

　CIA捜査官。
- ハートマン

　CIA捜査官。
- マラーク

　全身刺青の男でピーターを拉致した犯人。見た目の異様さもさることながら異常な怪力も発揮する。全身のすべての毛をそり落としそれぞれがシンボルとなる入れ墨を全身に彫り込む。自らを完全なる芸術品と称するが、頭頂部のみ空白となっている。ラングドンは異常者とみなすが、神秘学や秘儀にも精通するインテリ。別人として行動する際には全身をクリームで覆い金髪のウィッグを使用する。
- ジョナス・フォークマン

　ニューヨーク・マンハッタンの編集者。
- コリン・ギャロウェイ師

　ワシントン国立大聖堂司祭。フリーメイソン会員。盲目。